# صرف
تکواژشناسی یا صَرف یا ساختواژه (به انگلیسی: Morphology) که به علم صرف نیز شناخته می‌شود؛ بخشی از دستور زبان است که ساختـارِ واژه را موردِ تحلیل قرار می‌دهد. به سخنِ دیگر، ساختِ‌واژه به شناختِ تکواژها و راه‌هایِ هم‌نشینیِ آن‌ها با یکدیگر در قالب‌های نحوی و نیز در واژه‌سازی می‌پردازد. کارِ اصلیِ زبان‌شناس در بررسیِ ساختِ‌واژهٔ یک زبان، تجزیهٔ عبارت‌ها و جمله‌ها و دست‌یافتن به تکواژها و واژه‌ها و سپس دسته‌بندیِ آن‌ها براساسِ رده‌هایِ دستوریِ آن زبان است.
در زبان‌شناسی، تک‌واژشناسی یعنی بازشناسی، تحلیل و توصیفِ ساختارِ تکواژها و دیگر واحدهای معنایی در زبان از قبیل کلمات، وندها و هویت دستوری و همچنین تکیه/استرس و بافتار ضمنی (کلمات در واژه‌نامه موضوع اصلی واژه‌شناسی است). گونه‌شناسی مرتبط به شکل و ساختار به نوعی دسته‌بندی زبان‌ها بر طبق سبک‌هایی است که به‌وسیلهٔ آن تکواژها در زبان استفاده می‌شوند؛ یعنی از تحلیلی که تنها تکواژهای مجزا از طریق زبان‌های آمیخته (به‌هم‌چسبیده) و ترکیبی استفاده می‌کند که تکواژهای وابسته (وندها) و تا حدودی چندترکیبی را، که تعداد زیادی از تکواژهای جداگانه را به کلمات مجزا خلاصه می‌نماید، استفاده می‌کند.
درحالی‌که کلمات به‌طورکلی به‌عنوان کوچک‌ترین واحدهای نحوی پذیرفته شده‌اند، واضح است که در بیشتر زبان‌ها (نه همهٔ آنها) کلمات می‌توانند با قوانین (گرامر) به دیگر کلمات مرتبط شوند. به‌عنوان مثال، انگلیسی‌زبانان می‌توانند تشخیص دهند که کلمات سگ و سگ‌ها خیلی زیاد به هم مرتبطند ــ یعنی تنها با تکواژ جمله‌سازها ــ که تکواژ وابسته به اسم است و هرگز نیز جدا نمی‌شود. انگلیسی‌زبانان (زبانی ترکیبی) این روابط را از دانش فنیِ قوانین شکل‌گیری کلمه در انگلیسی تشخیص می‌دهند. آن‌ها مستقیماً استنباط می‌کنند که همان‌طور که جمع کلمهٔ سگ می‌شود سگ‌ها، جمع کلمهٔ گربه نیز گربه‌ها می‌شود؛ به همین نحو، سگ که می‌شود سگ‌گیر، ظرف می‌شود ظرف‌شور (بعضاً این‌طور است). قوانینی را که متکلمان درک کرده‌اند الگوهای خاصی را منعکس می‌کند (قواعد) به‌طوری‌که کلمات از واحدهای کوچک‌تر تشکیل شده‌اند و چگونه آن واحدهای کوچک‌تر در فرایند صحبت کردن متقابلاً اثر می‌کنند. بدین‌ترتیب، تک‌واژشناسی شاخه‌ای از زبان‌شناسی است که الگوهای شکل‌گیری کلمه را در زبان مطالعه می‌کند و درصدد قاعده‌مند کردن قوانین است تا دانش متکلمان آن زبان را شکل دهد.
درعوض، زبانی مانند چینی، تکواژ غیروابسته (آزاد) را به‌کار می‌گیرد که منوط به آهنگ، وندهای پس‌عبارت و ترتیب کلمات به‌منظور انتقال معنی است.
در زبان چینی از مفاهیم فوق به‌عنوان گرامر یاد می‌شود که بیانگر تک‌واژشناسی زبان است. آن سوی زبان‌های آمیخته، زبانی چندترکیبی مانند چاکچی کلماتی دارد که از تکواژهای زیادی تشکیل شده‌است: کلمهٔ "təmeyŋəlevtpəγtərkən" از هشت تکواژِ t-ə-meyŋ-ə-levt-pəγt-ə-rkən تشکیل شده‌است که می‌تواند به‌این‌صورت تفسیر شود:
۱.SG.SUBJ-great-head-hurt-PRES .۱, (صدمه ـ سر ـ بزرگ) به‌معنای «سردرد وحشتناکی دارم». تک‌واژشناسی چنین زبان‌هایی به هر صامت و مصوتی اجازه می‌دهد که به‌عنوان تکواژ استباط شود؛ درست مانند گرامر زبان، استفاده و درک تاریخ تکواژ.
تاریخ تجزیه‌وتحلیل تک‌واژشناسی به زبان‌شناس هند باستان، پانینی برمی‌گردد که ۳٬۹۵۹ قانون تکواژ زبان سانسکریت را در کتاب Aṣṭādhyāyī با استفاده از گرامرحامی گردآوری کرد. سنت گرامریِ یونان در روم باستان نیز در تجزیه‌وتحلیل تک‌واژشناسی دخالت داشته‌است. مطالعات تک‌واژشناسی عرب، که توسط مرح الاروه، احمد ب و علی مسعود انجام شده، حداقل به ۱۲۰۰ سال از زمان تولد مسیح برمی‌گردد.

معادل انگلیسیِ واژهٔ تک‌واژشناسی را اوت شلیچر در سال ۱۸۵۹ ساخت.

## مفاهیم اساسی
تفاوت بین این دو مفهوم کلمه به‌طور تقریبی مهم‌ترین مفهوم در تک‌واژشناسی است. اولین مفهوم کلمه یعنی مفهوم سگ و سگ‌ها همان کلمه اشکال واژه نامیده می‌شود. مفهوم دوم شکل کلمه نامیده می‌شود بنابراین می‌توان گفت که سگ و سگ‌ها اشکال گوناگون همان اشکال واژه هستند. از سوی دیگر سگ و سگ‌گیر، اشکال مختلف واژه هستند همان‌طور که آن‌ها به دو نوع مختلف از مفاهیم اشاره دارند. شکل یک کلمه که بر طبق آیین و رسوم قراردادی انتخاب شده‌است جهت بیان شکل متعارف آن است و موضوع اصلی یا گفت‌آورد نامیده می‌شود.
در اینجا مثال‌های از زبان‌های دیگر یعنی نقص صوت‌شناسی مجزای کلمه با یک شکل کلمه تک‌واژشناسی مجزا منطبق است، وجود دارد. در لاتین یک راه بیان مفهوم عبارت و عبارت اسمی (مانند سیب‌ها، پرتغال‌ها) پسوندِ '-que' در عبارت اسمی دوم است. مانند «سیب‌ها ـ پرتغال‌ها یک سطح زیاد این سرگشتگی که برخی کلمات وابسته به صوت‌شناسی یا دگرگونی صدا در زبان آن را به‌وجود آورده‌اند در زبان کواکولا آمده‌است. در کواکولا، مانند زبان‌های بسیار دیگری، روابط معنایی بین اسم‌ها که دربرگیرندهٔ مالکیت و موضوع معنایی است، توسط وندها قاعده‌مند شده‌است به جای اینکه با کلمات مستقل قاعده‌مند نباشد. سه عبارت انگلیسی» با باشگاهش «،» با وابستگی عبارت اسمی را به‌عنوان یک ابزار مشخص می‌کند. در جملهٔ یادشده، ضمیر کلمهٔ او رابطهٔ مالکیت را مشخص می‌کند و در زبان‌های زیادی از دو یا حتی یک کلمه تشکیل شده‌است. اما ترکیب عطفی برای روابط معنایی در کواوالا به‌طور اساسی (از دیدگاه کسانی که زبانشان کواوالا نیست) با ترکیب عطفی در دیگر زبان‌ها تفاوت دارد به این دلیل: وندها از روی صداشناسی به اشکال واژه متصل نیستند آن‌ها به‌طور معنایی دارای ارتباط هستند اما در اشکال واژه قبلی. مثال زیر را ملاحظه نمایید (در کواوالا جملات با «چه» مانند یک فعل انگلیسی، آغاز می‌شود):
kwixʔid-i-da bəgwanəmai-χ-a q'asa-s-isi t'alwagwayu
ترجمهٔ تکواژ به تکواژ:
kwixʔid-i-da = clubbed-PIVOT-DETERMINER
bəgwanəma-χ-a = man-ACCUSATIVE-DETERMINER
q'asa-s-is = otter-INSTRUMENTAL-3SG-POSSESSIVE
t'alwagwayu = club.
«مرد سمور دریایی را با چماقش زد.»
یادداشت:
1. مورد مفعولی موجودیتی را نشان می‌دهد که چیزی به انجام رسیده‌است.
2. صفات اشاره کلماتی مانند حرف تعریف معین «the»، «این»، «آن» هستند.
3. مفهوم محور ساختاری نظری است که خارج از محدودهٔ بحث است.

به بیان دیگر، برای کسی که به زبان کواوالا صحبت می‌کند، جمله شامل کلمات «سمور دریاییش» یا «با باشگاهش» نمی‌شود، در عو ض نشانهٔ -i-da (PIVOT-'the') به یک مرد اشاره دارد و به یک bəgwanəma (مرد) متصل نمی‌شود اما در عوض به فعل می‌چسبد. نشانهٔ -χ-a (مفعولی-the) اشاره به سمور ریایی دارد که به bəgwanəma متصل است به‌جای اینکه q'asa (سمور دریایی) متصل باشد و غیره. برای خلاصه کرن به‌طریقی دیگر: کسی که به زبان کواوالا صحبت می‌کند جمله را متشکل از این کلمات وابسته به صوت‌شناسی یا دگرگونی صدا در زبان باشد را ملاحظه نمی‌کند:
اخیراً این موضوع در یک نشریهٔ مرکزی توسط Dixon و Aikhenvald (۲۰۰۷) به چاپ رسیده‌است، که عدم تطابق میان آواشناسی عروضی و تعریف گرامری کلمه را در نقاط مختلف آمازون، بومیان استرالیایی، قفقازی‌ها، هندواروپایی‌ها، بومیان آمریکای شمالی، آفریقای غربی و دیگر زبان‌های نشانه‌دار مورد بررسی قرار می‌دهد. ظاهراً تنوع گسترده زبان‌ها، واحدهای زبان‌شناسی متفاوت و مالکیت ویژگی‌های گرامری کلمه‌های مستقل را به‌وجود می‌آورد اما آواشناسی عروضی فاقد هر نوع تکواژ وابسته است. حالت میانهٔ رقابت قابل‌توجهی را در تئوری‌های زبان‌شناسی به‌وجود می‌آورد.

## دستور و ساختار کلمه
برطبق نظریهٔ لغت، دو نوع قانون تکواژشناسی وجود دارد. بعضی از این قوانین به اَشکال مختلف یک کلمهٔ یکسان ارتباط دارد درحالی‌که قوانین دیگر با لغات مختلف دیگر در ارتباط است. قوانین نوع اول دستوری و نوع دوم ساختار کلمه است. به‌عنوان مثال در جمع انگلیسی کلمهٔ سگ (Dog) و سگ‌ها (Dogs) قانونی دستوری‌ست و کلمات مرکبی همچون شکارچی سگ (dog catcher) یا ظرف‌شو (dish washer) مثالی از ساختار کلمه می‌باشد. به‌طور غیررسمی قوانین ساختار کلمه «شکل کلمات جدید» (یا همان لغات جدید) است، درحالی‌که قوانین دستوری نتیجهٔ اَشکال مختلف (لغت) یا کلمه‌ای یکسان است. تمایزی مشخص میان دو نوع ساختار کلمه وجود دارد: مشتق و مرکب.
مرکب روند ساخت کلمه‌ای است که شامل ترکیب اشکال کلمه‌ای کامل است به‌صورت شکل مرکب مفرد. dog catcher یک کلمهٔ مرکب است، زیرا هم کلمهٔ Dog و هم Catcher در جایگاه خودشان قبل از ترکیب با یکدیگر، کلمات کاملی هستند و به‌صورت یک شکل متعاقب عمل می‌کنند. مشتق شامل وندهای وابسته (غیر مستقل) می‌باشد و بدین منظور با افزودن یک وند به یک لغت، لغت جدیدی به‌وجود می‌آید. مثال آشکار در خصوص این موضوع: کلمه independent که با گذاشتن پیشوند اشتقاقی in- به dependent به‌وجود می‌آید درحالی‌که کلمهٔ dependent خودش از فعل depend گرفته شده‌است. تمایز میان دستور و ساختار کلمه به‌طورکل واضح نیست. مثال‌های زیادی وجود دارد که نشان می‌دهد زبان‌شناسان در خصوص ارائهٔ یک قانون برای دستور و ساختار کلمه با شکست روبه‌رو شده‌اند. در مبحث بعد این تمایز به روشنی توضیح داده می‌شود.
ساختار کلمه بر اساس آنچه که گفته شد روندی است که شامل ترکیب دو کلمهٔ کامل با یکدیگر است و نظر به این موضوع در قوانین دستوری با افزودن پسوند به بعضی از افعال، آن تبدیل به فاعل جمله می‌شود. برای مثال در زمان حال نامشخص فعل (go) رفتن با فاعل I/ We/ You/ They و اسامی جمع استفاده می‌شود درحالی‌که برای ضمایر سوم شخص مفرد He /She/ It و اسامی مفرد از فعل (goes) استفاده می‌شود؛ بنابراین es_ سازندهٔ دستوری است و برای مطابقت با فاعل جمله به‌کار می‌رود. تفاوت قابل توجه در ساختار کلمه برآیند کلمه‌ای است که ممکن است در منبع طبقه‌بندی‌های گرامری کلمه تفاوت ایجاد کند در صورتی که در روند دستوری هرگز چنین تغییری را ایجاد نمی‌کند.

## نمونه‌ها و نحوی تکواژی
یک نمونهٔ زبان‌شناسی، گروه کاملی از اشکال کلمات ربطی است که به یک لغت مربوط است. مثال رایج نمونه‌ها صرف افعال و اسامی است. بر طبق آن اشکال یک لغت ممکن است به راحتی در داخل یک جدول تنظیم شود. بر اساس این طبقه‌بندی دستوری شامل: زمان، صورت، وجه، تعداد، جنس، نقش است. برای مثال ضمایر شخصی در انگلیسی می‌توانند در یک جدول سازماندهی شوند با استفاده از طبقه‌بندی شخص (اول شخص، دوم شخص، سوم شخص (و تعداد (جمع در مقابل مفرد)، جنس (مؤنث، مذکر، خنثی)، نقش (فاعلی، مفعولی، ملکی). جزئیات بیشتر را در جدول ضمایر شخصی انگلیسی نگاه کنید. طبقه‌بندی دستوری گروهی از نمونه‌ها نمی‌تواند دلخواهانه انتخاب شود. بلکه باید مرتبط با نوشتار و گفتار قوانین صرف و نحو زبان باشد. برای مثال شخص و تعداد طبقه‌بندی است که نمونه‌ها را در انگلیسی تعریف می‌کند؛ زیرا انگلیسی قوانین تطابقی گرامری دارد که فعل یک جمله را در قالب دستوری به گونه‌ای که با شخص و تعداد آن تطابق داشته باشد به‌کار می‌بَرد. به عبارت دیگر قوانین صرف و نحو در انگلیسی تفاوت میان dog و dog catcher را یا dependent را با independent نشان نمی‌دهد زیرا انتخاب میان دو شکل است که تعیین می‌کند کدام شکل از فعل باید استفاده شود. در مقابل هیچ قانون صرف و نحوی در انگلیسی تفاوت میان dog و dog catcher یا dependent و independent را بیان نمی‌کند.
دو مورد اولی هر دو اسم و دو مورد دومی هر دو صفت هستند و به‌طورکلی شبیه هر اسم یا صفت دیگری عمل می‌کنند. تفاوت مهم میان قوانین و ساختار کلمه اشکال لغت دستوری هستند که به‌عنوان نمونه شناخته شده‌اند و در قوانین صرف و نحو تعریف شده‌اند، نظر به اینکه قوانین ساختار کلمه الزاماً منحصر به صرف و نحو نمی‌شود؛ بنابراین قوانین دستوری ربط‌دهندهٔ صرف و نحو است نه ساختار کلمه. بخشی از تکواژشناسی رابطهٔ میان صرف و نحو و تک‌واژشناسی را که نحوی تکواژی نامیده می‌شود، پوشش می‌دهد و همچنین قوانین دستوری را با نمونه‌ها ربط می‌دهد نه با ساختار کلمه یا کلمات مرکب.

## تک‌واژگونی
با توجه به توضیحات بالا، قوانین تک‌واژشناسی شباهت میان ساختارهای کلمه را توصیف می‌کند. dog به dogs همچون cat است به cats و dish به dishes. شباهت هر دو گروه از اَشکال کلمات به معانی آن‌هاست. در هر جفت کلمهٔ اول معنی یک «X» می‌دهد، درحالی‌که گروه دوم معنی دو یا بیشتر «X» می‌دهد و این تفاوت همیشه از وندِ s- جمع است که به کلمهٔ دوم متصل می‌شود و این کلید علامت‌دار تطابق میان ساختار مفرد و جمع است.
یکی از بزرگ‌ترین منابع پیچیده در تک‌واژشناسی تطابق یک به یک میان معنی و شکل پیچیده هر نقش در زبان است. در انگلیسی کلمات جفتی مثل ox/oxen و goose/geese و sheep/sheep وجود دارد که تفاوت میان شکل مفرد و جمع آن‌ها الگوهای با قاعده یا علامت‌دار نیستند. تمام حالات با قاعده به s- ختم می‌شوند؛ بنابراین ساده نیستند. s-در dogs شبیه s- در cats و dishes تلفظ نمی‌شود. این به‌دلیل وجود آخرین واکهٔ قبل از s- در این کلمات است.
این حالات به‌طور واضح تاًثیرگذاری انتخاب اشکال یک کلمه را نشان می‌دهد که تک‌واژ گونه نامیده می‌شود. قوانین تحمیلی آواشناسی، قوانینی است که در آن صداها در کنار یکدیگر در یک زبان ظاهر می‌شوند و تکواژشناسی اغلب به‌صورت کورکورانه قوانین آواشناسی را نقض می‌کند که به وسیلهٔ آن برآیند ترتیب صداها در هر زبان در پرسش منع شده‌اند. برای مثال شکل جمع dish با افزودن یک s- ساده در آخر کلمه به‌وجود می‌آید و نتیجهٔ آن شکل[di ƒs] است.
به منظور رهانیدن کلمه، یک حرف صدا دار بین ریشه و نشانه‌های جمع قرار می‌گیرد و نتیجه [dґ∫әz] قواعد مشابهی برای تلفظ –s در dogs و cats به‌کار می‌رود که به چگونگی (واک‌دار و بی‌واک) بودنِ تک‌واژِ ماقبلِ آخر بستگی دارد.

## تک‌واژشناسی لغوی
تک‌واژشناسی لغوی شاخه‌ای از تک‌واژشناسی است که با واژه‌نامه در ارتباط است، که ازلحاظ تک‌واژشناسی امکان‌پذیر است و مجموعه‌ای از لغت‌های یک زبان است. همچنان‌که به‌طور مقدماتی به شکلِ کلمه مربوط می‌شود: اشتقاق و ترکیب.

## مدل‌ها
سه رویکرد اصلی برای تک‌واژشناسی وجود دارد که هر یک سعی دارد مشخصات بالا را در روش‌های مختلف تسخیر کند. این سه رویکرد عبارتند از:
1. تک‌واژشناسی برپایهٔ تک‌واژ، که استفاده از یک آیتم و عملکرد مرتب را باعث می‌شود.
2. تک‌واژشناسی برپایهٔ لغت، که به‌طور طبیعی استفاده از یک آیتم و عملکرد فرایند را موجب می‌شود.
3. تک‌واژشناسی برپایهٔ کلمه، که به‌طور عادی استفاده از یک کلمه و الگو را موجب می‌شود.

باید توجه داشت که درست است که روابط اشاره‌شده بین مفهوم‌های هر آیتم در لیست بسیار قوی‌اند اما این روابط کامل نیست.

## تک‌واژشناسی برپایهٔ تک‌واژ
تک‌واژشناسی برپایهٔ تک‌واژ، اشکال کلمه به‌عنوان ترتیب تک‌واژها تجزیه می‌شوند. یک تک‌واژ به‌عنوان کوچک‌ترین واحد معنی‌دار از یک زبان تعریف می‌شود. در یک کلمه مانند independently می‌گوییم که تک‌واژها in-, depend, -ent, ly است، depend ریشه است و در این مورد تک‌واژهای دیگر پیشوندهای اشتقاقی هستند. در یک کلمه مانند dogs می‌گوییم dog ریشه و s- یک تک‌واژِ صرفی است.
این روش تجزیه اَشکال کلمه در بسیاری (و عجیب‌ترین)، کلماتی را به حساب می‌آورَد که گویا آن‌ها از تک‌واژهایی که بعد از یکدیگر، مانند مهره‌هایی در یک ردیف قرارگرفته ساخته می‌شوند که مورد و ترتیب نامیده می‌شود. بیشتر رویکردهای مدرن و پیچیده درصدد نگه‌داری تک‌واژند، درحالی‌که که مطابقت ناپیوسته، قیاسی و پروسه‌ای دیگر برای نظریه‌های مورد و ترتیب و رویکردهای مشابه به‌صورت مسئلهٔ غابض درآمده‌اند.
تک‌واژشناسی برپایهٔ تک‌واژ، سه اصل اساسی را مفروض می‌دانند:
1. فرضیهٔ تک تکواژ طبق نظر بادنیو (baudoin s: ریشه‌ها و بندها در این فرضیه وضعیتی مشابه دارند که تک تکواژ نامیده می‌شود.
2. فرضیهٔ مشخصه‌های تکواژهای پایه طبق نظر بلومفیلد) :(bloomfield s ازآنجاکه تکواژها مشخصه‌هایی دوجنبه‌ای دارند، به همین دلیل آن‌ها را هم از ساختار صوت‌شناسی و هم معنایی می‌توان بررسی کرد.
3. فرضیهٔ تک‌واژهای معنایی طبق نظر بلومفیلد) (bloomfield s: تک‌واژها، بندها و ریشه‌هایی که در وند جریان زبان هستند و امروزه از آن‌ها استفاده می‌گردد، در لغت‌نامه نگهداری می‌شود.

تک‌واژشناسی برپایهٔ تک‌واژ دارای دو ویژگی است که توسط بلومفیلدیان (Bloomfieldian) و هاکِتیان (Hockettian) بیان شده‌است (در سال ۱۹۹۳ توسط بلومفیلد و در سال ۱۹۴۷ توسط هاکت).
در نظریهٔ بلومفید، تکواژ کوچک‌ترین واحد معنادار است، اما خودش معنا ندارد. ازنظرِ هاکِت، تکواژها عناصر معنی‌داری هستند که شکل عنصر نیستند. از دیدگاه او، تکواژهای جمعی وجود دارد با واژگونهٔ s- و en- و ren- و…
در تک‌واژشناسی برپایهٔ تکواژ، این دو دیدگاه در روش غیراصولی ترکیب شده‌اند، به‌طوری‌که یک نویسنده امکان دارد دربارهٔ «تکواژ جمع» و «تکواژ s-» در همان جمله صحبت کند، اگرچه این‌ها چیزهای مختلفی هستند.

## تک‌واژشناسی برپایهٔ لغت
تک‌واژشناسی برپایهٔ لغت (معمولاً) رویکرد فرایند و آیتم است. به جای تجزیهٔ شکل کلمه به‌عنوان مجموعه‌های پشت‌سرهم گفته می‌شود که شکل کلمه نتیجهٔ به‌کارگیری قواعدی می‌باشد که شکل کلمه (فرم یا ریشهٔ کلمه) جهت ایجاد کلمهٔ جدید تغییر می‌دهد. قواعد صرفی ریشه می‌گیرند، آن‌ها را همچنان که نیاز به قاعده دارند تغییر می‌دهند و نتیجه تشکیل یک کلمه است. قاعدهٔ اشتقاقی ریشه را می‌گیرد و آن را براساس نیاز تغییر می‌دهد و نتیجه یک ریشه حاصل می‌شود. یک قاعدهٔ ترکیبی اشکال کلمه (فرم کلمه) را می‌گیرد و به‌طور مشابه نتیجهٔ یک ریشهٔ ترکیبی است.

## تک‌واژشناسی برپایهٔ کلمه
تک‌واژشناسی برپایهٔ کلمه (معمولاً) رویکرد کلمه و الگوست. این نظریه، الگوها را به‌عنوان مفهومی مرکزی در نظر می‌گیرد. به جای بیان قواعد برای ترکیب تکواژها داخل شکل کلمه یا ایجاد فرم کلمه از ریشه‌های کلمه براساس تک‌واژشناسی تعمیم‌دادن را بیان می‌کند که بین اَشکال الگوهای صرفی جای می‌گیرد. نکتهٔ مهم این رویکرد، این است که بیان بسیاری از چنین تعمیم‌هایی با هر کدام از رویکردهای دیگر مشکل است. مثال‌ها معمولاً از زبان‌های ترکیبی گرفته می‌شود، جایی که «قسمتی» از کلمه داده می‌شود که بر اساس نظریه که تکواژ صرفی نامیده می‌شود، با ترکیبی از مقولهٔ گرامری مطابقت دارد. به‌عنوان مثال، «سوم شخص جمع» بر اساس نظریهٔ فوق معمولاً هیچ مسئله‌ای با این حالت ندارد. نظریه‌های فرایند و آیتم، به عبارت دیگر اغلب در مواردی مثل این‌ها باعث درهم‌شکنندگی است، زیرا همهٔ آن‌ها فکر می‌کردند که دو قاعدهٔ جداگانه خواهد داشت، یکی برای سوم شخص و دیگری برای جمع، اما تشخیص میان آن‌ها سرانجام ساختگی می‌باشد. رویکردهای کلمه و الگو که این‌ها مانند کلمات کامل عمل می‌کنند به‌وسیلهٔ قواعد قیاسی به یکدیگر مربوط می‌شوند. کلمات را می‌توان براساس الگویی که آن‌ها سازگاری دارند دسته‌بندی کرد. این روش‌ها هم برای کلمات موجود و هم برای کلمات جدید به‌کار می‌روند. به‌کارگیری الگوی متفاوت از الگویی که از لحاظ تاریخی استفاده شده‌است را می‌توان به کلمهٔ جدید تبدیل کرد، مانند older به‌جای elder (که older الگوی عادی از صفت‌های تفضیلی پیروی می‌کند) و cows به‌جای kin (که cows مناسب با الگوی منظمی از شکل جمع است).

## گونه‌شناسی تک‌واژی
در قرن نوزدهم فیلسوفان طبقه‌بندی کلاسیک زبان‌ها را برطبق تک‌واژهایشان ابداع کرده‌اند. برطبق این گونه‌شناسی، بعضی زبان‌ها جدا شده‌اند و تک‌واژهای کمی دارند یا تک‌واژ ندارند. دیگر زبان‌ها ترکیبی هستند و کلماتشان منجر به تعداد زیادی جداشدنی می‌شوند درحالی‌که دیگر کلمات هنوز صرفی یا ترکیبی هستند، زیرا تک‌واژهای صرفی به یکدیگر ترکیب می‌شوند. این عمل منجر به یک تک‌واژ بی‌معنی می‌شود که چند بخش اطلاعات را منتقل می‌کند. مثل کلاسیک از یک زبان جداگانهٔ چینی است. مثال کلاسیک از زبان ترکیبی تُرکی است؛ هم لاتین و هم یونانی مثال‌های کلاسیک از زبان‌های ترکیبی‌اند.
ملاحظهٔ تنوع زبان‌های دنیا روشن می‌شود که این طبقه‌بندی هرگز واضح نیست و بسیاری از زبان‌های مناسب با هیچ‌یک از این نوع‌ها نمی‌باشد و بعضی در بیشتر از یک روش تناسب دارد. درهنگام ملاحظه زبان‌ها سلسله‌ای از تک‌واژهای پیچیده زبان ممکن است سازگار باشند.
سه مدل از ریشه تک‌واژشناسی از تلاش تا تجزیه زبان‌ها که هماهنگی کمتر یا بیشتری یا مقوله‌های مختلف دارند. از لحاظ طبیعی ترتیب و آیتم با زبان‌های ترکیبی سازگاری دارند. درحالی‌که در عملکرد فرایند آیتم و عملکرد و الگو و کلمه معمولاً زبان‌های ترکیبی مخاطب هستند.
همچنین خواننده باید توجه داشته باشد که تک‌واژگونه‌های کلاسیکی عموماً برای تک‌واژشناسی صرفی به‌کار می‌روند. ترکیب بسیار کمی در رابطه با شکل‌گیری کلمه وجود دارد. ممکن است زبان‌ها در شکل‌گیری کلمه‌شان به‌صورت نحوی یا تحلیلی یا تجزیه‌ای با توجه به روش ترجیح‌داده‌شده از اندیشه‌های بیانی که صرفی نیستند طبقه‌بندی شوند. خواه با استفاده از شکل کلمه (مصنوعی) یا با استفاده از عبارت‌های نحوی.

## کوچک‌ترین/ حدّاقل واحدهای معنی‌دار در زبان‌ها
یکی از مسئله‌های اساسی در هر علمی، تشخیص و شناسایی حدّاقل واحدها یا جزءهای موجود است، به‌صورتی‌که، همهٔ ساختارها و واحدهای پیچیده‌تر آن علم را بتوانیم با ترکیب آن‌ها بسازیم. در مورد زبان‌های طبیعی، هرچند در نظر اوّل چنین می‌نماید که کلمات نقش مجموعهٔ حدّاقل واحدها و بلوک‌های ساختمانی را دارند، در واقعیّت و عمل اینگونه نیست.

## دو لایهٔ ساختِ‌واژه
- ساختِ‌واژهٔ صَـرفی (= صرفِ تصریفی) (انگلیسی: inflectional morphology): همان‌گونه که از نامِ آن پیداست، به ساختارِ فعل‌ها و نام‌ها (= اسم‌ها و صفت‌ها) در هنگامِ صرف شدن می‌پردازد. به عبارتِ دیگر، در ساختِ‌واژهٔ صرفی به بخشی از واژه پرداخته می‌شود که به‌طورِ مستقیم با نقشِ نحویِ آن، یعنی نقشِ واژه در جمله، سر و کار دارد. نمونه: «مردها» از دو جزءِ «مرد» و «ـها» و «می‌روم» از سه جزءِ «میـ»، «رَو-» و «ـَم» تشکیل شده که به نقشِ نحویِ آن‌ها در جمله مربوط‌اند.

هر یک از جزءهایِ یادشده را «واژک» (انگلیسی: morpheme) و در ساختِ‌واژهٔ صرفی «واژکِ تصریفی» (انگلیسی: inflectional morpheme) می‌گویند.
- ساختِ‌واژهٔ اِشتِـقاقی (= صرفِ اشتقاقی) (انگلیسی: dmorphology): به خودِ واژه، فارغ از نقشِ نحویِ آن می‌پردازد. در واقع ساختاری است که از رهگذرِ آن خودِ واژه به دست می‌آید. نمونه: «گلدان» از دو جزءِ «گل» و «ـدان» و «کارخانه» از دو جزءِ «کار» و «خانه» ساخته شده‌است. این بررسی در مقولهٔ ساختِ‌واژهٔ اشتقاقی طرح می‌گردد. ساختِ‌واژهٔ اشتقاقی را «ساختِ‌واژهٔ قاموسی morphology) یا «واژه‌سازی» (انگلیسی: word formation) نیز می‌نامند.

هر یک از جزءهایِ یادشده را «واژک» (انگلیسی: morpheme) و در ساختِ‌واژهٔ اشتقاقی «واژکِ اشتقاقی»

### عربی
از جمله آثار در حوزهٔ علم صرف و حوزهٔ زبان عربی، می‌توان به آثاری چون امثله و شرح امثله، صرف میر اشاره کرد که اولین کتب در زمینهٔ شناخت علم صرف به زبان فارسی محسوب می‌شوند. از آثار تخصصی در این موضوع می‌توان به آثار مختلفی اشاره کرد که اهمشان عبارتند از: نزهة الطرف فی علم الصرف تألیف احمدبن محمد میدانی، الشافیة فی التصریف اثر ابوعمرو عثمان بن عمر معروف به ابن حاجب و شرح‌هایی که بر آن نگارش یافته همچون شرح رضی الدین اِسترآبادی و فخرالدین جاربَردی، العِزّی فی التصریف اثر عبدالوهاب بن ابراهیم بن عبدالوهاب زنجانی، الممتع الکبیر فی التصریف تألیف ابن عصفور اندلسی، ایجاز التعریف بعلم التصریف و کتاب لامیة الافعال تألیف ابن مالک، عقود الجواهر از احمدبن محمودبن عمرالخجندی یا الجَندی، النجاح فی التصریف اثر حسام‌الدین حسین بن علی سِغناقی، العُنقود الزواهر فی نظم الجواهر اثر علی بن محمد مشهور به قوشجی و التعریف فی نظم التصریف اثر حسین بن علی حِصْنی.